# 仙台市陸上競技場

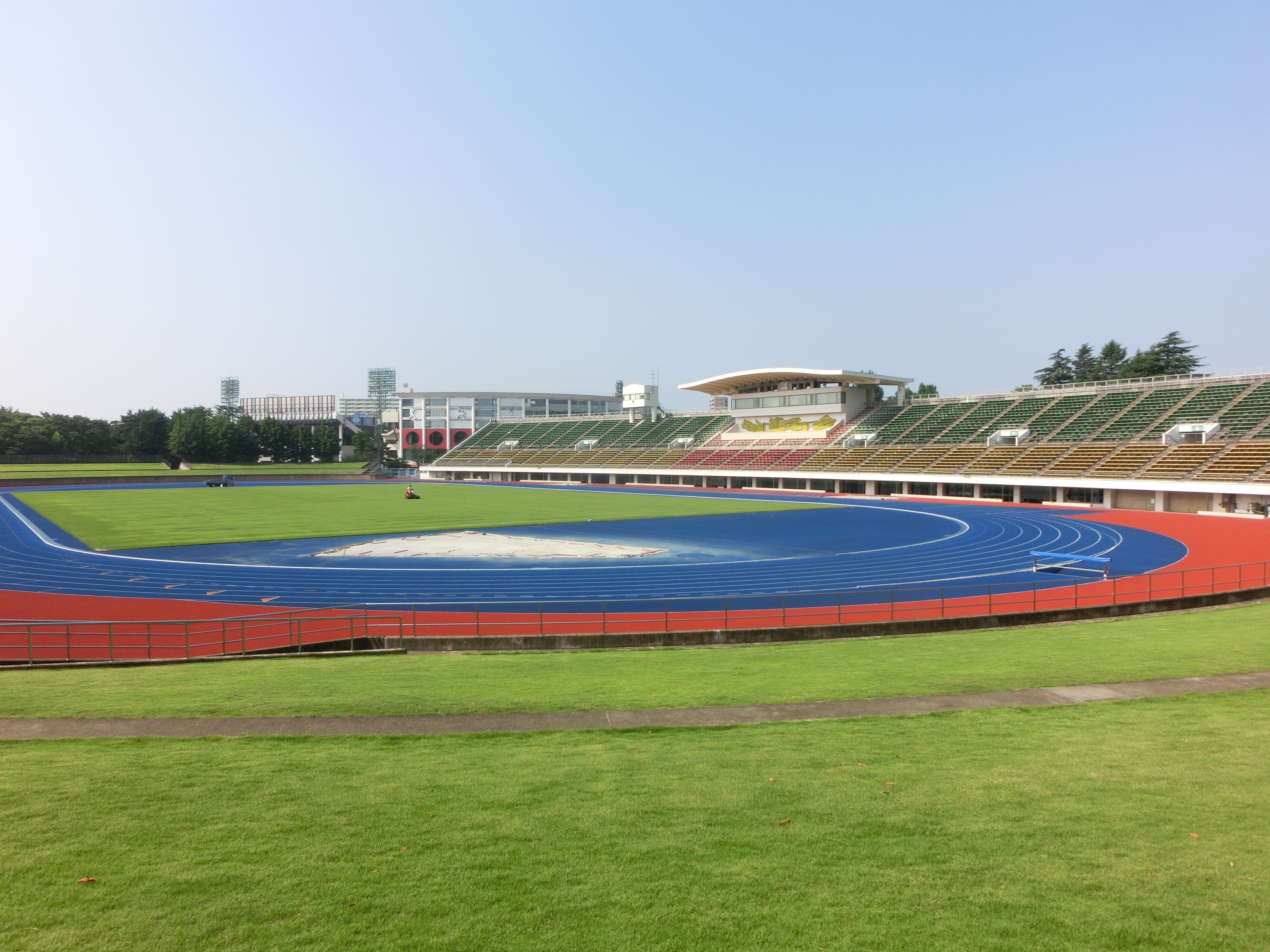
競技場全景

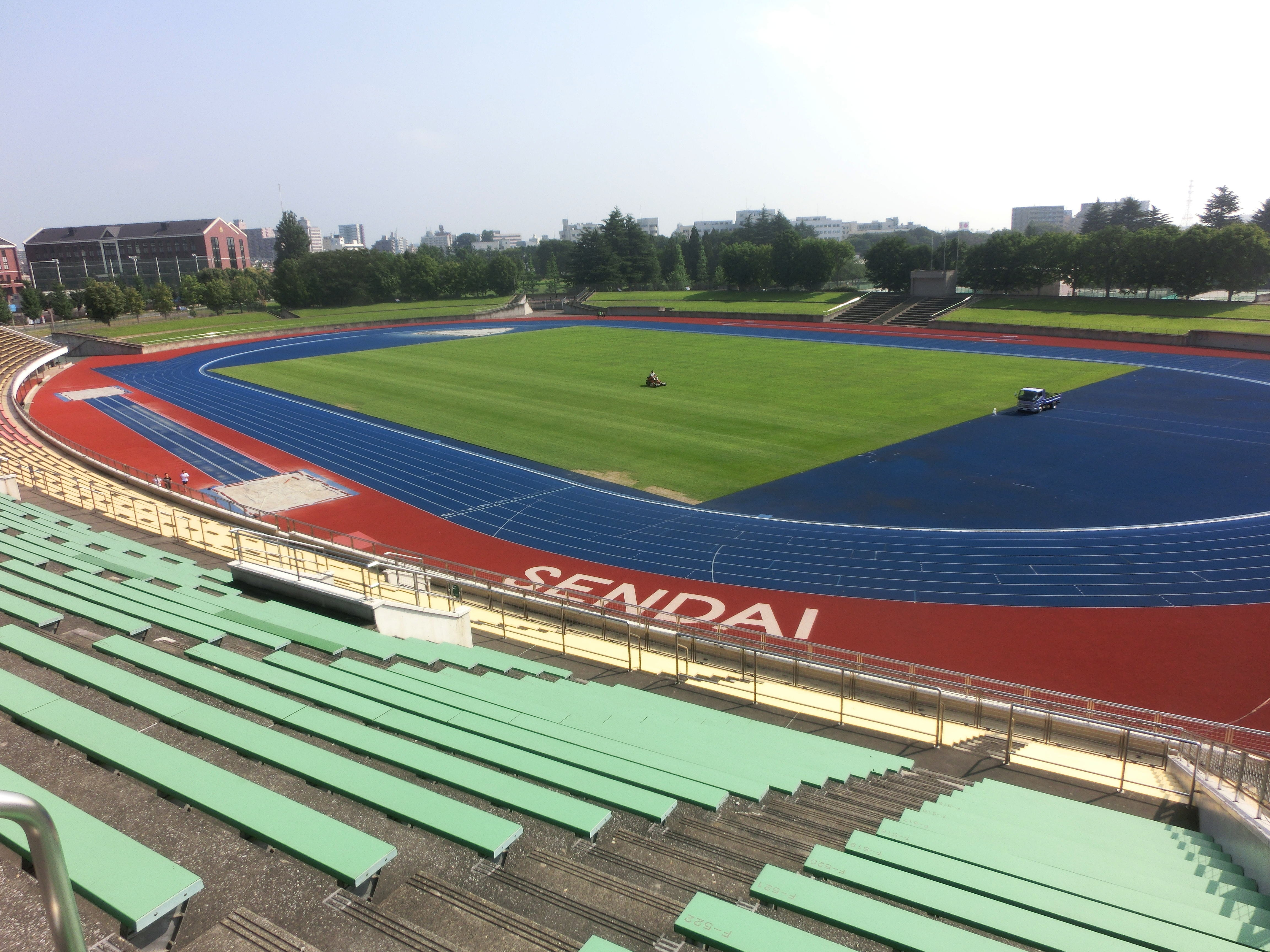
観客席から

仙台市陸上競技場（せんだいしりくじょうきょうぎじょう）は、宮城県仙台市宮城野区の宮城野原公園総合運動場内にある陸上競技場。球技場としても使用される。2009年（平成21年）3月31日まで宮城県が所有する宮城陸上競技場だったが、同年4月1日に仙台市に譲渡され、名称も変更になった。2017年（平成29年）4月より弘進ゴムが命名権を取得し、愛称が「弘進ゴム アスリートパーク仙台」となる。指定管理者は仙台市スポーツ振興事業団である。

## 歴史
1952年（昭和27年）、第7回国民体育大会である東北3県国体の開催に備えて建設され、日本陸上競技連盟第一種公認の指定を受けた。
同年10月には秋季国体の陸上競技が行われ、昭和天皇と香淳皇后の行幸もあった。
それ以来、宮城県の主要な陸上競技会、あるいはサッカー、ラグビーなどの大会に使われるメインスタジアムとして機能してきた。
1956年10月7日、第40回日本陸上競技選手権大会男子三段跳で小掛照二（大昭和製紙）が16m48の世界新記録を樹立した競技場でもある。
1990年（平成2年）には全国高等学校総合体育大会（インターハイ）のメイン会場としても使われた。また1995年（平成7年）・1996年（平成8年）の2年間はブランメル仙台（現ベガルタ仙台）がホームスタジアムとして使用していたが、照明設備がないため平日のホームゲームもデーゲームで開催せざるを得ず、観客動員の面では特に苦戦を強いられた。
しかし施設の老朽化が著しいにもかかわらず、都市公園法で定められた建蔽率の規定上、増改築が容易に行えないこと、更に照明設備を増設するにしても競技場の隣接地には国立病院機構仙台医療センターがあり、入院患者の安眠を妨げる恐れがあるなど、立地条件が大きなネックとなった。こうした問題から県と市は運動場内での改修を断念し、1997年（平成9年）に市が泉区に仙台スタジアム（球技場）を、また2000年（平成12年）には県が利府町の宮城県総合運動公園（グランディ・21）内に宮城スタジアム（陸上競技場、日本陸連第一種公認）をそれぞれ完成させた。これに伴い、県は宮城陸上競技場の公認ランクを第三種に格下げして再指定の手続きを行った。
2004年（平成16年）、プロ野球・パシフィック・リーグに新規参入した東北楽天ゴールデンイーグルスの本拠地球場として、運動場内にある宮城球場（楽天モバイルパーク宮城）が使われる事になり、施設拡充のため拡張・改修を行う必要が生じた。これに伴い、県は競技場のサブトラックを公園内の体育施設から除外する手続きを行った（第三種の場合、補助トラックの設置義務がないため。詳細は宮城球場の項を参照）。
前述の宮城スタジアムが竣工し、県有の陸上競技場が重複して並存する問題から、県は重複施設の解消について検討を進めていた。一方、仙台市は陸上競技場を保有しておらず、仮に宮城陸上競技場が廃止された場合、陸上競技会が仙台市内で開催できなくなる恐れが生じる上、市内の高等学校の陸上部などの為に新たな練習場所を確保する必要性が生じるなどの問題から、市内の陸上競技関係者の間では施設の存続を求める声が根強く、宮城スタジアムの竣工以降、この並存問題は長らく議論を呼んだ。2007年（平成19年）、市は県に対して正式に陸上競技場の譲渡を要請した結果、陸上競技場は2009年（平成21年）4月1日に宮城県より仙台市に無償譲渡され、改修事業に要した約3億円の債務も県から市へ引き継がれた。また引き続き指定管理者制度を導入し、宮城県スポーツ振興財団に運営管理を委任している。
2011年(平成23年)、トラックの大規模改修が行われた。また、東日本大震災の影響により宮城スタジアムが遺体安置所などに使用されているため大会の開催が不能となっており、陸上競技会の殆どを仙台市陸上競技場で開催された。
2012年にはねんりんピック宮城・仙台2012総合開会式が当地で行われた。
2013年(平成25年)、JFL・ソニー仙台FCのホームゲームの一部が開催された。サッカー競技が行われるのは1998年以来15年ぶりとなる。
2013年10月26、27両日と11月2、3両日の4日間はコナミ日本シリーズ2013のパブリックビューイングが行われた。
2014年(平成26年)、日本女子サッカーリーグ（なでしこリーグ）・ベガルタ仙台レディースのホームゲームの一部が開催された。
2017年（平成29年）2月、命名権の優先交渉権を弘進ゴムが獲得した事を発表。同年4月1日より、施設愛称「弘進ゴム アスリートパーク仙台」（略称:コーシンパーク仙台）の運用を開始。
2020年東京オリンピックの聖火リレーでセレブレーション会場となった、聖火ランナーは公募により1万人程度が選ばれた。
聖火リレーについて、組織委員会はスポンサー企業4社と各都道府県実行委員会が行ったランナー公募に延べ53万5717件の応募があったと発表した。

## 施設概要
- 収容人数　30,000人（座席数約7,000・メインスタンドのみ固定座席、他は芝生席）
- 得点板

## 恒例のスポーツイベント
- 仙台国際ハーフマラソン
- 全日本大学女子駅伝対校選手権大会（杜の都駅伝） - スタート地点として使用。（フィニッシュ地点は仙台市役所前）2023年からはフィニッシュ地点としても使用予定。
- 全日本実業団対抗女子駅伝競走大会（クィーンズ駅伝 in 仙台） - フィニッシュ地点として使用。（スタート地点は松島町文化観光交流館前）

## 過去に行われたJリーグの試合
- 1993年のJリーグ公式戦 - ジェフユナイテッド市原 vs ヴェルディ川崎（宮城陸上競技場時代）

以後仙台市陸上競技場ではJリーグの試合は行われていない。

## アクセス
- 東日本旅客鉄道（JR東日本）仙石線宮城野原駅より徒歩5分